# Boris Oks
Boris Oks (în rusă Борис Абрамович Окс; n. 10 decembrie 1851, Grigoriopol, gubernia Herson, Imperiul Rus – d. 22 septembrie 1926, Shanghai, Republica Chineză) a fost un medic și publicist țarist rus, originar din Transnistria.

## Biografie
S-a născut în târgul Grigoriopol din ținutul Tiraspol, gubernia Herson (actualmente în Transnistria, Republica Moldova). A studiat medicina la Würzburg, Zürich și Heidelberg. În 1878 la Universitatea din Heidelberg și-a susținut disertația de doctorat în domeniul fiziologiei somnului, publicată sub titlul „Fiziologia somnului și a viselor” la Odesa în 1880.
În anii 1879-1887 a lucrat în Bulgaria. A fost medic de district în orașele Radomir (1879), Razgrad (1881) și Varna (1883), a publicat revista medicală „Zdrave” (Здраве; 1884-1887). După un stagiu la Viena și Berlin (1879), a fondat și a condus la Razgrad primul institut anti-variolă din Bulgaria (și al doilea în Europa) în 1881. La perioada activării sale la Razgrad (1881-1883), se referă crearea de către medic a primului vaccin împotriva variolei în Bulgaria. La cel de-al VII-lea Congres „Pirogov”, el a prezentat materiale privind vaccinarea împotriva variolei a mai mult de o jumătate de milion de adulți și copii cu un vaccin creat la institut, dovedind necesitatea unei vaccinări universale a populației. Ulterior, s-a stabilit la Sofia, unde a lucrat la organizarea unui institut bacteriologic, care a fost deschis după plecarea sa din țară.
În 1889 s-a întors în Rusia, stabilindu-se la Sankt Petersburg. Din 1891, timp de două decenii și jumătate, a publicat ziarul „Paramedicul” (Фельдшер), conceput pentru a rezuma experiența paramedicilor de frunte ai Imperiului Rus și contribuind la consolidarea comunității paramedice profesionale din Rusia. În plus, din 1898, împreună cu Ludvig Iakobzon, a publicat „Jurnalul medical” (Медицинский журнал) și ziarul „Doctorul de acasă” (Домашний доктор; din 1907).
A fost autor al mai multor articole despre medicină, publicate în „Enciclopedia Brockhaus și Efron”, precum și cărți de referință cu prescripție medicală. În anii 1890-1916 a publicat referințe anuale și caiete-calendar pentru paramedicii din toate departamentele și paramedicii-moașe. Sub redacția sa, au fost publicate o serie de traduceri ale literaturii medicale din Occident, printre care „Dicționarul medical latin-rus și rus-latin” a fost retipărit de multe ori (ultima ediție a fost publicată postum în 1934).
În 1922 a emigrat din Rusia și s-a stabilit la Shanghai, unde a locuit până la sfârșitul vieții. În anii 1922-1926 a fost primul președinte al Societății medicilor ruși din Shanghai, pe care l-a creat.
În prezent, o stradă din Varna poartă numele doctorului.